# 1000 Miles
1000 Miles è il primo singolo pubblicato dalla rock band svedese H.E.A.T, uscito nel 2009.
Scritto da David Stenmarck e Niklas Jarl, è stato il brano presentato dagli H.E.A.T al Melodifestivalen 2009, il festival che decreta il rappresentante svedese per l'annuale edizione dell'Eurovision Song Contest. Il pezzo ha permesso al gruppo di arrivare fino alla finale e di piazzarsi in settima posizione nella graduatoria definitiva.
Il singolo ha ottenuto un ottimo successo in patria, arrivando al terzo posto della classifica svedese e ricevendo un fortissimo airplay, tanto da risultare la quinta canzone più passata dalle radio svedesi durante il 2009.
In seguito, il singolo è stato inserito nell'edizione speciale dell'album di debutto del gruppo.

## Tracce
1. 1000 Miles
2. 1000 Miles (versione karaoke)

## Formazione
- Kenny Leckremo – voce
- Eric Rivers – chitarre
- Dave Dalone – chitarre
- Jona Tee – tastiera
- Jimmy Jay – basso
- Crash – batteria

## Classifiche
| Classifica (2009) | Posizione massima |
| ----------------- | ----------------- |
| Svezia            | 3                 |